# جون كوستانزا
جون كوستانزا (بالإنجليزية: John Costanza)‏ هو فنان أمريكي، ولد في 14 أغسطس 1943 في دوفر في الولايات المتحدة.